# Hiperespacio (libro)
Hiperespacio es el nombre de un libro del físico teórico Michio Kaku publicado en el año 2007.

## Argumento
El concepto de hiperespacio alude sobre todo a los llamados universos paralelos con otras dimensiones y al principio del universo antes de la etapa conocida por todos como big bang o gran explosión. Pero sin dejar a un lado los agujeros negros o los agujeros de gusano investigados actualmente en física teórica y en cosmología.